# Lycosoides coarctata
Lycosoides coarctata (Dufour, 1831) é uma espécie de aranha araneomorfa pertencente à família Agelenidae com distribuição natural alargada, presente na margem norte do Mediterrâneo desde o sudoeste da Península Ibérica à região litoral da Turquia, incluindo parte importante da França, da Dalmácia e dos Balcãs. Ocorre nos Açores.

## Descrição
Pequenas aranhas de coloração acastanha, por vezes parcialmente alaranjada, com 8-8,9 mm (fêmeas) e 7–8 mm (machos). Apresentam a apófise tibial distintamente mais longa do que a tíbia palpal do macho. O epígino com margens posteriores direitas. O prossoma de coloracão alaranjado-acastanhado a castanho. Quelíceras vermelho-acastanhadoas. As pernas são castanho-amareladas. Opistossoma acastanhado, lateralmente cinzento-acastanhado, ventralmente cinzento.